# Tourteron (tổng)
Tổng Tourteron là một tổng ở tỉnh Ardennes trong vùng Grand Est.
Tổng này được tổ chức xung quanh Tourteron ở quận Vouziers. Độ cao trung bình là 152 m.

## Hành chính
| Giai đoạn | Ủy viên      | Đảng | Tư cách                     |
| --------- | ------------ | ---- | --------------------------- |
| 2004      | Marc Laménie | UMP  | Phó thị trưởng Neuville-Day |

## Các đơn vị hành chính
Tổng Tourteron gồm 10 xã với dân số 1 232 người (dân số điều tra năm 1999).
| Xã                 | Dân số | Mã bưu chính | Mã insee |
| ------------------ | ------ | ------------ | -------- |
| Écordal            | 267    | 08130        | 08151    |
| Guincourt          | 95     | 08130        | 08204    |
| Jonval             | 81     | 08130        | 08238    |
| Lametz             | 77     | 08130        | 08244    |
| Marquigny          | 65     | 08390        | 08278    |
| Neuville-Day       | 154    | 08130        | 08321    |
| La Sabotterie      | 92     | 08130        | 08374    |
| Saint-Loup-Terrier | 154    | 08130        | 08387    |
| Suzanne            | 61     | 08130        | 08433    |
| Tourteron          | 186    | 08130        | 08458    |

## Thông tin nhân khẩu
| 1962                                                     | 1968  | 1975  | 1982  | 1990  | 1999  |
| -------------------------------------------------------- | ----- | ----- | ----- | ----- | ----- |
| 1 421                                                    | 1 616 | 1 386 | 1 232 | 1 187 | 1 232 |
| Nombre retenu à partir de 1962 : dân số không tính trùng |       |       |       |       |       |